# MediEvil: Resurrection
MediEvil: Resurrection é um jogo feito para PSP, é um remake do MediEvil (com algumas alterações, como o personagem Stone Gargoyles, que nunca aparece no original), mas muitas coisas, como a nível de design, personagens, etc .. mudaram drasticamente e alguns níveis foram removidos completamente (por exemplo, as Grutas Ant). E ao contrário de antes, não existe final alternativo. O jogador ainda irá para o Hall of Heroes se eles têm todos os cálices ou não. Ele também possui uma variedade de vozes, incluindo Tom Baker como narrador e Grim Reaper. Foi lançado no dia 1 de setembro de 2005, na Europa e em 13 de setembro de 2005 nos Estados Unidos. Foi disponibilizado para download na PlayStation Store na Europa em 29 de maio de 2008 e nos Estados Unidos em 26 de junho de 2008.

## História
O jogo começa como uma narrativa, dizendo sobre o Reino fictício de Gallowmere, criado no século XIII. A cem anos atrás um poderoso mago tentou conquistar o reino de Gallowmere, mas em um batalha que culminou na morte do grande herói Sir Daniel Fortesque, as tropas reais de Gallowmere conseguiram derrotar o mago Zarok. Entretanto essa não é toda a verdade, Sir Daniel, além de covarde foi alvejado por um flecha antes mesmo da batalha começar.
Agora, cem anos depois, Zarok retornou e mais uma vez ameaça a paz do reino de Gallowmere. Com sua magia sinistra, o mago megalomaniaco, transformou o dia em noite e ressuscitou os mortos para servirem como seu exército. Mas sua magia também trouxe de volta o covarde Sir Daniel, que terá mais uma chance de provar seu valor e reconquistar a honra perdida.

## Personagens
- Sir Daniel Fortesque: O capitão da guarda que caiu na primeira onda de flechas na batalha de Gallowmere. Ele foi ressuscitado por Zarok cem anos mais tarde, e foi dada a chance de morte para provar a si mesmo o herói que nunca foi na vida. Ele está mais uma vez dublado por Jason Wilson em Inglês e Horiuchi Kenyu em japonês, respectivamente, como na versão original.

- Zarok: feiticeiro que fez parte da comitiva do rei Peregrinos e foi banido por mexer com os mortos. Derrotado na batalha de Gallowmere, retornou de uma centena de anos mais tarde a praga Gallowmere mais uma vez. Ele é dublado por Paul Darrow e Wakamoto Norio nas versões linguísticas.

- Al-Zalam: Supostamente um Gênio poderoso do Oriente, cujos poderes foram despojados por Zarok, agora um posseiro incômodo no crânio Sir Dan's. Ele oferece conselhos de Sir Dan e tenta tirar piadas quando ele recebe a chance.

- Morte: The Grim Reaper ele está extremamente frustrado com Zarok de ressuscitar os mortos por toda parte, fazendo o seu trabalho bastante difícil. Ele gosta de Sir Dan e é uma espécie de figura de pai para ele.

- Stone Gargoyles: São estátuas normais, mais ganham vida quando se aproxima delas.

- Tim Canny: O primeiro herói que Sir Daniel Fortesque encontra no Hall of Heroes.

## Jogabilidade
O arsenal a disposição de Sir Dan, com várias armas diferentes, tanto de longa distância como para o combate próximo e um sistema de combate baseado em combos, fazem com que o jogo não se torne nem um pouco repetitivo. Entretanto esse sistema de combate simplificado pode transformar o jogo em mais um button smashing. Outro fator que contribui para que o jogo não torne-se repetitivo é os inimigos, cada um com o seu próprio padrão de ataque, como na maioria dos jogos de ação e de aventura. Ao final de cada fase você depara-se com um inimigo gigantesco, aparentemente impossível de ser derrotado, até que você observe o padrão de ataque dele e perceba o momento exato de ataca-lo.
Um dos melhores atributos de MediEvil são seus mini-games. Ao todo somam-se cerca de 70 jogos diferentes, que devem ser destravados ao longo do modo campanha. Exclusivos para o PSP um bom exemplo é o jogo Guardian O' The Bell, onde você deve defender um sino por um determinado tempo. Conforme o nível de dificuldade aumenta são mais inimigos e mais tempo de jogo.

## Trilha Sonora
A música é dividida em duas metades. As sugestões do primeiro semestre são em grande parte uma reminiscência de um seleto número de pistas do jogo original (1 faixa do jogo segundo também foi utilizado), com a adição de elementos extra temática para reforçar e amarrá-los juntos. A outra metade da música é totalmente original, escrita exclusivamente para essa iteração da franquia. Toda a música foi tocada ao vivo. A orquestra composta de cerca de 80 Músicos e foi composta por membros da Orquestra Filarmónica de Praga e gravado em Praga, na gravação Barrandov Stage. Além disso, os benefícios da pontuação de um coro de 32 peças, também gravado no mesmo local. Isto segue a tradição dos jogos anteriores da Sony de Cambridge orquestral Primal que também foi gravado lá pelo mesmo desempenho.